# Сонячний колектор
Со́нячний коле́ктор — пристрій для збору енергії випромінювання Сонця у видимому та інфрачервоному спектрі.

## Типи сонячних колекторів

### Плоский сонячний колектор

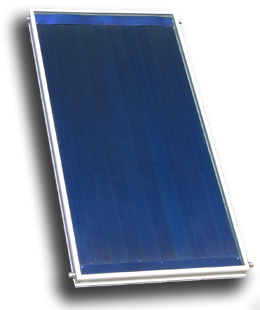
Плаский сонячний колектор

Складається з елементу, що поглинає сонячне випромінювання, прозорого покриття та термоізолюючого шару. Поглинальний елемент називається абсорбентом; він з'єднаний з теплопровідною системою. Прозорий елемент зазвичай виконується з загартованого скла з пониженим вмістом металів.
При відсутності відбору тепла (застої) пласкі колектори здатні нагрівати воду до 190—200 °C. Чим більше енергії випромінювання передається теплоносію, що протікає в колекторі, тим вище його ефективність. Підвищити її можна, застосовуючи спеціальне оптичне покриття, яке не випромінює тепла в інфрачервоному спектрі.
Стандартним способом підвищення ефективності колектора стало застосування абсорбенту з листової міді через її високу теплопровідність.

### Вакуумний сонячний колектор

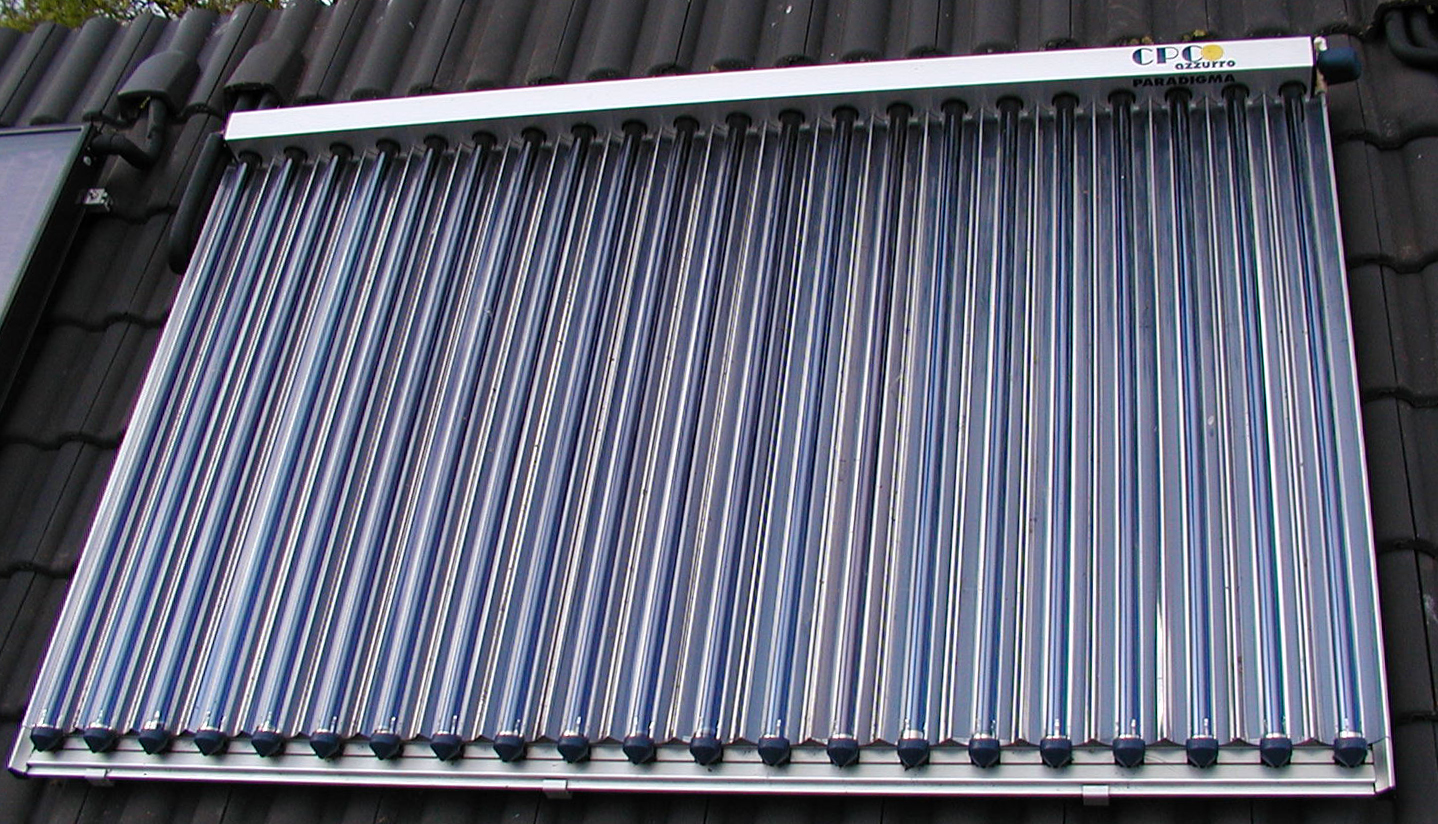
Вакуумний сонячний колектор

В режимі обмеження відбору тепла можливе підвищення температури теплоносія до 250—300 °C. Домогтися цього можна за рахунок зменшення теплових втрат в результаті використання багатошарового скляного покриття, герметизації або створення в колекторах вакууму. Фактично сонячна теплова труба схожа за будовою з побутовими термосами. Тільки зовнішня частина труби прозора, а на внутрішній трубці нанесено високоселективне покриття, що вловлює сонячну енергію.
Між зовнішньою та внутрішньою трубками знаходиться вакуум. Саме ваккумний прошарок дає можливість зберегти близько 95 % уловлюваної теплової енергії. Окрім того, у вакуумних сонячних колекторах знайшли застосування теплові трубки, що виконують роль провідника тепла. При опроміненні установки сонячним світлом, рідина, що знаходиться в нижній частині трубки, нагріваючись перетворюється на пару.
Пари піднімаються у верхню частину трубки (конденсатор), де конденсуючись передають тепло колектору. Використання даної схеми дозволяє досягти більшого ККД (у порівнянні з пласкими колекторами) при роботі в умовах низьких температур і слабкої освітленості. Сучасні побутові сонячні колектори здатні нагрівати воду до температури кипіння навіть при негативній навколишній температурі.

### Сонячні колектори-концентратори
Підвищення експлуатаційних температур до 120—250 °C можливе шляхом введення в сонячні колектори концентраторів з допомогою параболоциліндричних відбивачів, прокладених під поглинаючими елементами. Для отримання більш високих експлуатаційних температур потрібні пристрої стеження за сонцем.

## Застосування

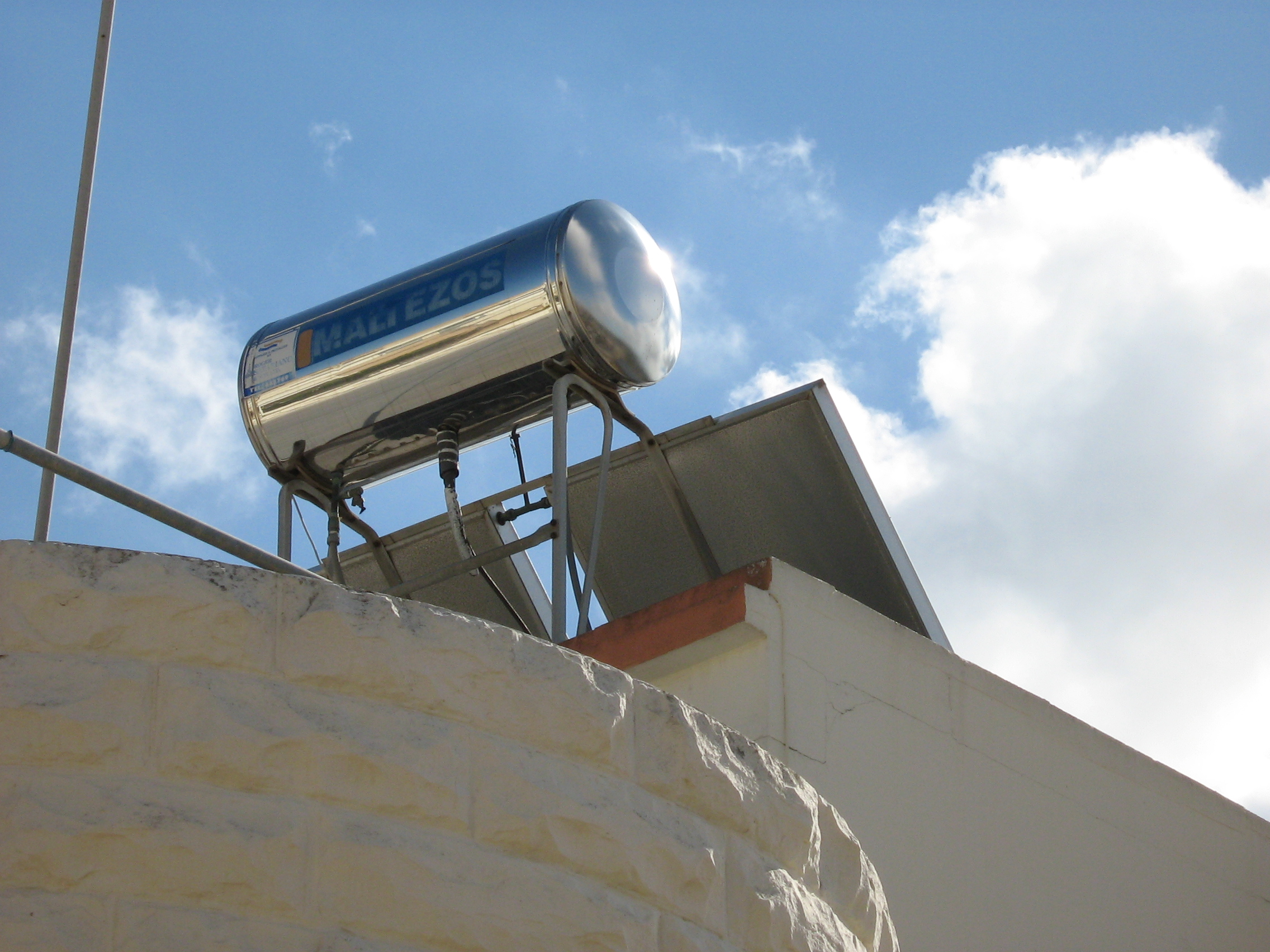
Сонячний водонагрівач житлового будинку. Мальта.

Сонячні колектори застосовують для опалення промислових і побутових приміщень, гарячого водопостачання виробничих процесів, побутових потреб. Найбільша кількість виробничих процесів, в яких використовується тепла та гаряча вода (30-90 °C), проходять в харчовій і текстильній промисловості, які таким чином мають найвищий потенціал для використання сонячних колекторів. Встановлення побутового сонячного водонагрівача дозволяє скоротити витрату електроенергії або газу до 50 %. Зазвичай система розташовується у дворі або на даху будинку, при цьому конструкція пристрою та його монтаж доволі прості.
У Європі 2000 року загальна площа сонячних колекторів становить 14,89 млн м², а в усьому світі — 71,341 млн м². Сонячні колектори-концентратори можуть виробляти електроенергію за допомогою фотоелектричних елементів або двигуна Стірлінга.

## Сонячні вежі

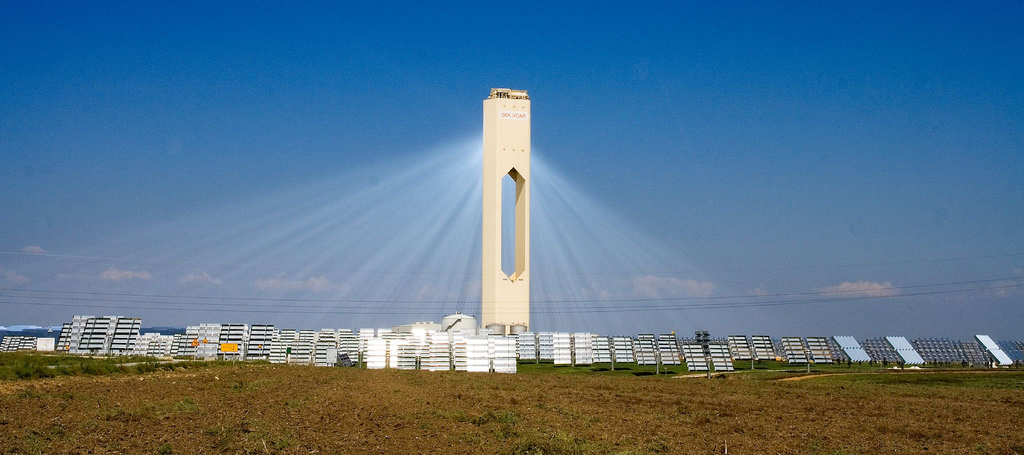
Сонячна башта, Севілья, Іспанія. Побудована 2007 року.

Вперше ідея створення сонячної електростанції промислового типу була висунута радянським інженером Ліницьким в 1930-х роках. Тоді ж ним була запропонована схема сонячної станції з центральним приймачем на вежі. У ній система уловлювання сонячних променів складалася з поля геліостатів — пласких відбивачів, керованих по двох координатах. Кожен геліостат відображає промені сонця на поверхню центрального приймача, який для усунення впливу взаємного затінення піднято над полем геліостатів. За своїми розмірами та параметрами приймач аналогічний паровому котлу звичайного типу.
Економічні оцінки показали доцільність використання на таких станціях великих турбогенераторів потужністю 100 МВт. Для них типовими параметрами є температура 500 °C і тиск 15 МПа. З урахуванням втрат для забезпечення таких параметрів була потрібна концентрація порядку 1000. Така концентрація досягалася за допомогою управління геліостатами по двох координатах. Станції повинні були мати теплові акумулятори для забезпечення роботи теплової машини при відсутності сонячного випромінювання.
У США з 1982 року було побудовано декілька станцій баштового типу потужністю від 10 до 100 МВт. Докладний економічний аналіз систем цього типу показав, що з урахуванням всіх витрат на спорудження 1 кВт встановленої потужності коштує приблизно $ 1150. Одна кВт·год електроенергії коштувала близько $ 0,15

## Параболоциліндричні концентратори
Параболоциліндричні концентратори мають форму параболи, розміщеної вздовж прямої. 1913 року Франк Шуман (Frank Shuman) побудував в Єгипті станцію водопостачання з параболоциліндричних концентраторів. Станція складалася з п'яти концентраторів кожен 62 м в довжину, поверхні яких були виготовлені зі звичайних дзеркал. Станція виробляла водяну пару, за допомогою якого перекачувала близько 22 500 л води за хвилину.
Параболоциліндричний дзеркальний концентратор фокусує сонячне випромінювання в лінію і може забезпечити його стократну концентрацію. У фокусі параболи розміщується трубка з теплоносієм (масло), або фотоелектричний елемент. Масло нагрівається в трубці до температури 300—390 °C. Параболоциліндричні дзеркала зазвичай мають довжину до 50 м. Дзеркала орієнтують по осі північ-південь і розміщують рядами через кілька метрів. Теплоносій надходить в тепловий акумулятор для подальшого вироблення електроенергії паротурбінним генератором.
1984–1991 — у Каліфорнії було побудовано дев'ять електростанцій з параболоциліндричних концентраторів загальною потужністю 354 МВт. Вартість електроенергії становила близько $ 0,12 за кВт/год. Німецька компанія «Solar Millennium AG» будує у Внутрішній Монголії (Китай) сонячну електростанцію. Загальна потужність електростанції збільшиться до 1000 МВт до 2020 року. Потужність першої черги складе 50 МВт.
У червні 2006 року в Іспанії була побудована перша термальна сонячна електростанція потужністю 50 МВт.
Світовий банк фінансує будівництво подібних електростанцій в Мексиці, Марокко, Алжирі, Єгипті та Ірані. Концентрація сонячного випромінювання дозволяє скоротити розміри фотоелектричного елемента. Але при цьому знижується його ККД і виникає необхідність в системі охолодження.

## Параболічні концентратори
Параболічні концентратори мають форму супутникової тарілки. Параболічний рефлектор постійно слідкує за положенням сонця для того, щоб енергія сонця була зібрана в невелику площину. Дзеркала відбивають близько 92 % сонячного випромінювання що надходить до них. У фокусі відбивача на кронштейні монтують двигун Стірлінга або фотоелектричні елементи. Двигун Стірлінга розташовується таким чином, щоб площина нагріву перебувала у фокусі відбивача. Зазвичай, в двигуні Стірлінга використовують водень, гелій.
У лютому 2008 року Національна лабораторія «Sandia» досягла ефективності 31,25 % в установці, що складається з параболічного концентратора та двигуна Стірлінга.
Будуються установки з параболічними концентраторами потужністю 9-25 кВт. Розробляються побутові установки потужністю 3 кВт. ККД подібних систем близько 22-24 %, що вище, ніж у фотоелектричних елементів. Колектори виробляються зі звичайних матеріалів: сталь, мідь, алюміній тощо. без використання кремнію «сонячної чистоти». У металургії використовується так званий «металургійний кремній» чистотою 98 %. Для виробництва фотоелектричних елементів використовується кремній «сонячної чистоти», або «сонячної градації» з чистотою 99,9999 %.
2001 — вартість електроенергії з сонячних колекторів становила $ 0,09-0,12 за кВт/год. Департамент енергетики США прогнозує, що вартість електроенергії, виробленої сонячними концентраторами знизиться до $ 0,04-0,05 у 2015—2020 роках.
Компанія «Stirling Solar Energy» розробляє сонячні колектори великих розмірів — до 150 кВт з двигунами Стірлінга. Компанія будує в південній Каліфорнії найбільшу у світі сонячну електростанцію. До 2010 року буде збудовано 20 тисяч параболічних колекторів діаметром 11 метрів. Сумарна потужність електростанції може бути збільшена до 850 МВт.

## Сонячні піраміди
Сонячна піраміда — це власне піраміда темного кольору, поверхня якої нагрівається сонцем і передає тепло робочому тілу, роль якого виконує повітря чи водяна пара, яке обертає турбіну. Навколо піраміди також можуть розміщуватись концентрувальні дзеркала. Сонячний колектор такого типу побудовано в Австралії, та планується побудувати в Індії.

## Лінзи Френеля
Лінзи Френеля використовуються для концентрації сонячного випромінювання на поверхні фотоелектричного елемента. Застосовуються як кільцеві, так і поясні лінзи.

## Майстерня сонячних колекторів в Україні
2015 року в селі Часлівці біля Ужгорода започатковано першу в Україні майстерню сонячних колекторів, метою якої є навчити будь-кого виробляти колектори власноруч. Перша подібна майстерня збудована у селі Турна (Словаччина), де українці перейняли цей досвід і почали працювати над вдосконаленням технології.